# Муравьёв, Александр Андреевич
Александр Андреевич Муравьёв (8 апреля 1937, Химки, Московская область, СССР — 28 января 2024, Химки, Московская область) — советский военный лётчик, майор, заслуженный лётчик-испытатель СССР (1982), Герой Российской Федерации (1992).

## Биография
Родился Александр Муравьёв 8 апреля 1937 года в Химках Московской области. Здесь же прошли его детство и юность. В 1954 году окончил 10 классов школы и 3-й Московский городской аэроклуб.
С ноября 1954 г. — в Советской Армии. В 1955 году окончил 15-ю Военную авиационную школу первоначального обучения лётчиков в городе Уральск (Казахстан), в 1956 году — Армавирское военное авиационное училище лётчиков. До ноября 1965 г. служил лётчиком в частях ВВС (Закавказский военный округ).
В 1967 году окончил Школу лётчиков-испытателей Министерства авиационной промышленности СССР. С ноября 1967 г. работал лётчиком-испытателем Лётно-исследовательского института имени М. М. Громова (Жуковский, Московская область).
Проводил испытания:
- путевой устойчивости на опытных самолётах-лабораториях Су-7ЛЛ с дестабилизатором и Су-9ЛЛ с декилём (один из первых);
- на расширение прочности ограничений на МиГ-25Р и Су-27;
- на штопор — Су-25;
- на режимах сваливания — МиГ-21БИС и Су-24;
- на устойчивость и управляемость — Су-27;
- силовых установок МиГ-29 и Су-24;
- Ан-12, Ан-24, Ил-76.

В период 1986—1991 годов — заместитель начальника Школы лётчиков-испытателей по лётной части.
С июля 1998 года — на пенсии. Последние годы жил в городе Химки Московской области.
Александр Андреевич Муравьёв скончался 28 января 2024 года в Химках на 87-м году жизни. Похоронен на Федеральном военном мемориале «Пантеон защитников Отечества».

## Награды
- Герой Российской Федерации — за мужество и героизм, проявленные при испытаниях авиационной техники (указ Президента Российской Федерации № 1401 от 17 ноября 1992 года, медаль «Золотая Звезда» № 8)
- Орден Трудового Красного Знамени (10.03.1981)
- Орден «Знак Почёта» (11.10.1974), медали
- Заслуженный лётчик-испытатель СССР (12.08.1982)